# DV Возничего
DV Возничего (лат. DV Aurigae) — одиночная переменная звезда в созвездии Возничего на расстоянии (вычисленном из значения параллакса) приблизительно 5207 световых лет (около 1596 парсеков) от Солнца. Видимая звёздная величина звезды — от +15,1m до +12,9m.

## Характеристики
DV Возничего — красная пульсирующая полуправильная переменная звезда типа SRB (SRB) спектрального класса M5. Эффективная температура — около 3296 К.